# 1944年11月1日の海戦
1944年11月1日、アドリア海のクヴァルネル湾でイギリス海軍とドイツ海軍が交戦した。この海戦では、シベニクからフューメへの撤退のための船団を護衛するため出撃していたドイツの水雷艇1隻、駆潜艇（コルベット）2隻をイギリスの駆逐艦2隻が撃沈した。なお、沈められた3隻が護衛するはずであった船団は無事に目的地に到着している。

## 背景
1943年9月8日のイタリアの降伏後、連合国軍のイタリア侵攻に続きユーゴスラビアのパルチザンがダルマチア地域のアドリア海東岸の大半を支配下に置いた。一方、ドイツもアドリア海北部のトリエステ、フューメ、プーラといった場所を素早く占領し、9月10日にアドリア海沿岸作戦地域 (OZAK) を作った。連合国軍の侵攻が予期されたことからOZAKは相当の軍を有しており、その中には鹵獲したイタリア艦艇で構成される海軍部隊もあった。結果、イギリス海軍との衝突は不可避であると思われた。
1944年後半、この地域の平定やドイツ船舶攻撃のためイギリス海軍はアドリア海に部隊を送り込んだ。沿岸部の海上交通はクロアチア独立国、特にダルマチアに展開するドイツ軍にとって重要なものとなっていっていた。なぜなら、パルチザンの活動によって道路や鉄道が安全ではなくなっていたからである。その海上ルートをつぶすため、イギリス海軍はドイツのコルベット撃滅を主目的としたエクスターミネイト作戦 (Operation Exterminate) を発動。10月26日、ユーゴスラビアのパルチザンからラブ島南部の入り江にドイツの駆逐艦2隻が所在しているとの情報がイギリスのアドリア海北部の沿岸部隊指揮官Morgan Morgan-Giles少佐にもたらされた。

## ドイツ側の動向
ダルマチアの都市（ザダル、シベニク、フューメ）からのドイツ軍の撤退、ヴィーキンガー (Wikinger) 作戦では、海軍の護衛の下での兵員、軍需物資を運ぶ船団の運航が必要であった。この撤退は、ザダルやシベニクがユーゴスラビアのパルチザンの手に落ちるのも時間の問題となっていたことによるものであった。ヴィーキンガーII船団は11月1日17時にシベニクから出航した。船団はMarinefährprahm「MFP522」、「MFP554」、「 MFP484」、「MFP354」からなるAグループと、Pionier-Landungsboot13隻、大型のSturmboot2隻からなるBグループから構成されていた。
行程の前半部分では船団の護衛は第3Sボート隊が行い、次いでフューメを拠点とする第2護衛隊 (Geleitflottille) が引き継いだ。第3Sボート隊は「S154」、「S156」、「S158」で編成されていたが、10月25日のイギリス空軍によるシベニク空襲でデ・ハビランド モスキートによって「S154」は沈められ、「S156」も損傷させられて船団護衛任務に就けるのは1隻のみとなっていた。一方、この時第2護衛隊の作戦参加可能な艦艇も水雷艇「TA20」と駆潜艇「UJ202」、「UJ208」（元ガッビアーノ級コルベット「Melpómene」と「Spingarda」）のみであったおよび掃海艇「R187」のみであった。
また、燃料の問題で別々に出撃せざるを得なかった。駆潜艇は16時、「R187」はその1時間半後に、指揮官Friedrich-Wilhelm Thorwest少佐座乗の「TA20」は19時に出撃した。

## 海戦
パルチザンからもたらされた情報に基づき、イギリス海軍は駆逐艦「エイヴォン・ヴェイル」と「ホウィートランド」を11月1日17時にイスト島から出撃させた 。この2隻の駆逐艦は魚雷艇「MTB295」、「MTB287」、「MTB274」、機動砲艇「MGB642」、「MGB638」、「MGB633」およびモーターランチ「ML494」を伴っていた。駆逐艦の任務は南アフリカ人の沿岸監視員をラブ島北端に上陸させることで、魚雷艇はラブ島とクルク島の間のクヴァルネル湾の哨戒、残りは南西のプレムダ島付近におかれた。これらの部隊の指揮はMorgan-Gilesがとった。沿岸監視員は19時50分に上陸。同時刻、魚雷艇は南へ向かう敵駆逐艦2隻（実際は駆潜艇）発見を報じた。一方、駆潜艇側も20時15分にレーダーで左舷側に駆逐艦を探知し、総員配置を命じる一方「UJ202」は星弾2発を発射した。
イギリス駆逐艦は20時20分にパグ島Lunの西でドイツの駆潜艇と戦闘に入った。イギリス側は100-ミリメートル (3.9 in)法による距離3,700メートル (4,000ヤード)での砲撃で初弾から命中弾を出した。「UJ202」は複数の直撃弾を受けて100-ミリメートル (3.9 in)砲などが使用不能となり、艦橋や無線室にも被弾。ラブ島へ向かおうとしたが21時に沈没した。「UJ208」もすぐに被弾して100-ミリメートル (3.9 in)砲などが使用不能となり、また艦尾の火災は消火できたもの艦中央部で発生した火災のため前部と後部との連絡が断たれた。「UJ208」は20時30分ごろには転覆し、沈み始めた。
イギリス側がドイツの駆潜艇を叩き潰すのには10分しかかからなかった。その後、生存者の救助を開始したが、22時30分ごろに「TA20」がレーダーで探知され砲撃を開始したため救助活動は中断された。初弾が「TA20」の艦橋に命中して士官全員が戦死し、射撃指揮装置も使用不能となった。「TA20」はパグ島の近くで沈没した。ドイツ側は3隻とも攻撃を受けたことを発信することはできなかった 。
「R187」は探知されないよう無線封止を続けて東へ向かい、シベニクから出航した船団と23時45分ごろに合流した。Pionier-Landungsbootは悪天候のためセニに入港した2隻を除きKraljevicaに到着し、船団の残りも11月2日にフューメに到着した。。一方、弾薬を使い果たしたイギリスの駆逐艦はイスト島に帰投した。

## その後
気象条件の悪化により、ドイツ艦艇の生存者でイギリス駆逐艦に救助されたのは90名であった。ドイツ海軍は水雷艇「TA40」と「TA45」およびSボート「S33」、「S154」を生存者捜索に向かわせ、11月3日にislet of Trstenikで「TA20」の生存者17名が発見された。また、それ以外にも「UJ202」の乗員1名と「UJ208」の乗員3名が海上で救助された。
この海戦で、ドイツ側では200名以上の戦死者が出た。護衛隊指揮官や3隻の艇長も戦死し、4人には騎士鉄十字章が追贈された。また、Thorwestは中佐に昇進した。
イギリス側ではHugh Askew Corbett（「ホウィートランド」艦長）に殊功勲章が、Ivan Hall（「エイヴォン・ヴェイル」艦長）に殊勲十字章が授与された。
ユーゴスラビアのパルチザンは1944年11月3日までにシベニクとザダルを攻略。以後もアドリア海での戦争は続いたが、1944年11月より後にアドリア海で連合国軍の駆逐艦がドイツの大型艦と交戦することはなかった。